# Haarspitzen-Thujamoos
Das diözische Haarspitzen-Thujamoos (Thuidium philibertii, Syn.: Thuidium assimile), auch „Philiberts Thujamoos“ genannt, ist deutlich zierlicher und zarter als das Tamarisken-Thujamoos (Thuidium tamariscinum), ein häufiges Waldmoos.

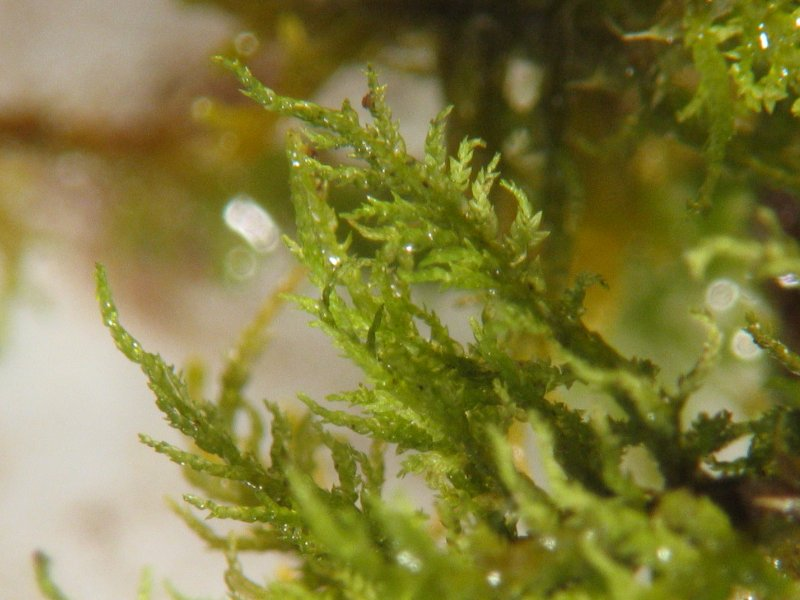
Detailaufnahme einer feuchten Pflanze (20× vergrößert)

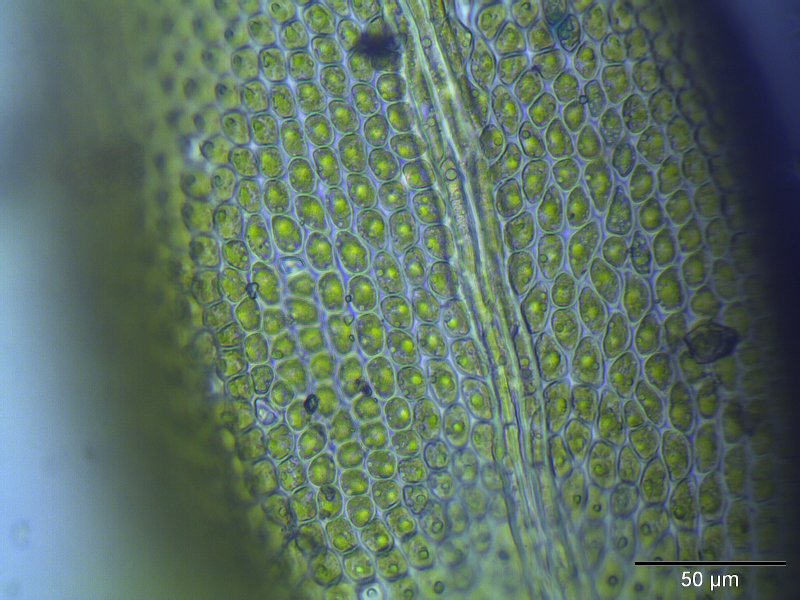
Laminazellen (400× vergrößert)

## Erkennungsmerkmale
Es wächst in gelb- bis braungrünen lockeren Rasen. Seine Stämmchen werden bis 10 cm lang und sind doppelt gleichmäßig gefiedert. Die oft schräg aufwärts gerichteten Äste werden bis 1 cm lang. Zwischen den Blättern sind verzweigte, papillöse Paraphyllien nicht selten. Die Laminazellen sind stark papillös. Die Mittelrippe erreicht 2/3 der Blattlänge. Die Blattrandzellen sind stark gezähnt. Die Endzelle der Blätter ist 2- bis 3-spitzig. Oft sind die Blätter in 3 oder mehr Einzelzellen an der Spitze ausgezogen, die jedoch (vor allem bei getrockneten Herbarbelegen) leicht abbrechen. Sporogone werden selten gebildet. Eine Fruchtreife erfolgt im Frühjahr oder Herbst. Die rötlich gefärbten Seten werden bis 1,5 cm lang und tragen eine gekrümmte, zylindrische, bräunliche Kapsel.
Verwechslungsgefahr besteht vor allem mit dem sehr ähnlichen Thuidium delicatulum, welches sich jedoch am stärksten standortökologisch abgrenzen lässt. Während das kalkliebende Thuidium philibertii vor allem kalk- und lichtreiche Wiesen besiedelt, ist Thuidium delicatulum an basenreichen, feuchten Moor- oder Waldstandorten zu finden. Jedoch sollen auch Übergangsformen zwischen beiden Arten existieren.

## Vorkommen
Das Haarspitzen-Thujamoos besiedelt nährstoffarme, lichtreiche, feuchte bis trockene Standorte auf kalkhaltiger, basenreicher Erde. Es ist vor allem in lückigen Wiesen, Halbtrockenrasen, grasigen Stellen und an Wegböschungen zu finden. Typische Begleitmoose sind Calliergonella cuspidata, Scleropodium purum und eventuell Bryum elegans. Zudem wurde eine erhöhte Vorliebe zu Feuchtwiesen-Pflanzengesellschaften mit Filipendula, Plagiomnium affine s. l. und Climacium dendroides festgestellt. Auf Grund von Nutzungsintensivierung gehen die Bestände in Deutschland derzeit zurück.